# 榎由里絵
榎 由里絵（えのき ゆりえ、1989年1月 - ）は、テレビ長崎の社員。元契約アナウンサー。KTNソサエティ所属。

## 来歴
長崎県長崎市出身。高校卒業まで長崎市で過ごした後、東京都内の大学へ進学する。
大学を卒業後、KTNソサエティに入社。同社からの派遣で、2014年3月からテレビ長崎の契約アナウンサーを務めている。配属先は制作部（通称：ヨジマル!班）で、同局の情報番組『ヨジマル!』を中心に活動している。
契約期間中の2018年に結婚した。2020年3月22日の放送をもって出産・育児休暇に入り、同年6月出産した。

## 担当番組
- ヨジマル! - リポーター
- KTNニュース - 随時出演